# Beauveria velata
Beauveria velata är en svampart som beskrevs av Samson & H.C. Evans 1982. Beauveria velata ingår i släktet Beauveria och familjen Cordycipitaceae.   Inga underarter finns listade i Catalogue of Life.